# Tshering Pem
Este nombre es empleado según las costumbres de Bután. Los butaneses tienen dos nombres, ninguno de los cuales es un apellido o nombre familiar, a menos que la persona que lo lleve sea de la nobleza o la realeza.
La Reina Madre Tshering Pem (nacida el 22 de diciembre de 1957) es una de las cuatro esposas y reinas del 4° rey butanés Jigme Singye Wangchuck, quien gobernó hasta su abdicación en 2006. Ella es la reina madre (Gyalyum Kude, que literalmente significa "reina madre") de Bután.

## Biografía
Su padre, Yab Dasho Ugyen Dorji (1925-2019), fue el fundador y propietario de la Academia Ugyen. Su madre es Yum Thuiji Zam (nacida en 1932).
Fue educada en el Convento de San José, Kalimpong, y en la Escuela de St. Helen, Kurseong, India.
Sus tres hermanos son:
- Lyonpo Sangay Ngedup (n. 1953), ex primer ministro de Bután.
- Dasho Ugyen Tsechup (n. 1964).
- Dasho Topgay (n. 1966).

Sus cinco hermanas son (tres de ellas son las otras Reinas Madres):
- Ashi Beda (n. 1951).
- SM Ashi Dorji Wangmo (n. 1955).
- SM Ashi Tshering Yangdon (n. 1959), madre del rey Jigme Khesar Namgyel Wangchuck.
- SM Ashi Sangay Choden (n. 1963).
- Ashi Sonam Choden (n. 1969).

El nombre Tshering significa "larga vida".

## Descendencia
Ella tuvo, con el exmonarca, los siguientes hijos: 
| Nombre                                | Nacimiento                        |
| ------------------------------------- | --------------------------------- |
| Princesa Ashi Chimi Yangzom Wangchuck | 10 de enero de 1980 (45 años)     |
| Princesa Ashi Kesang Choden Wangchuck | 23 de enero de 1982 (43 años)     |
| Príncipe Dasho Ugyen Jigme Wangchuck  | 11 de noviembre de 1994 (30 años) |

## Patronatos
- Copresidente de la Fundación de Bután (BF).
- Presidente de la Fundación de Desarrollo de la Juventud de Bután (YDF).

## Títulos, estilos, y honores

### Títulos y tratamientos
| ● 22 de diciembre de 1957-1979:    | Señora (Ashi) Tshering Pem                                    |
| ● 1979-9 de diciembre de 2006:     | Su majestad la reina Tshering Pem, reina de Bután             |
| ● 9 de diciembre de 2006-presente: | Su majestad la reina madre Tshering Pem, reina madre de Bután |

### Honores
- Nacionales
  -  Medalla conmemorativa del Jubileo de Plata del rey Jigme Singye (02/06/1999).[3]
  -  Medalla de investidura del rey Jigme Khesar (06/11/2008).[3]
  -  Medalla conmemorativa del centenario de la monarquía (06/11/2008).[4]
  -  Medalla conmemorativa del 60.º cumpleaños del rey Jigme Singye (11/11/2015).
- Extranjeros
  - Premio Campeón de Líderes en Ascenso por parte de la Escuela de Ciencias Teton [TSS] (Estados Unidos de América, 17/10/2023).[5]

## Ancestros
|  |                                     |  |  |  |  |  |  |  |  |  |  |  |  |  |  |  |
|  | 16. Nob Gyeltshen                   |  |  |  |  |  |  |  |  |  |  |  |  |  |  |  |
|  |                                     |  |  |  |  |  |  |  |  |  |  |  |  |  |  |  |
|  |                                     |  |  |  |  |  |  |  |  |  |  |  |  |  |  |  |
|  | 8. Kuenga Gyeltshen                 |  |  |  |  |  |  |  |  |  |  |  |  |  |  |  |
|  |                                     |  |  |  |  |  |  |  |  |  |  |  |  |  |  |  |
|  |                                     |  |  |  |  |  |  |  |  |  |  |  |  |  |  |  |
|  | 17. Aum Phenkhem                    |  |  |  |  |  |  |  |  |  |  |  |  |  |  |  |
|  |                                     |  |  |  |  |  |  |  |  |  |  |  |  |  |  |  |
|  |                                     |  |  |  |  |  |  |  |  |  |  |  |  |  |  |  |
|  | 4. Sangay Tenzin                    |  |  |  |  |  |  |  |  |  |  |  |  |  |  |  |
|  |                                     |  |  |  |  |  |  |  |  |  |  |  |  |  |  |  |
|  |                                     |  |  |  |  |  |  |  |  |  |  |  |  |  |  |  |
|  | 9. Ngodrup Pem                      |  |  |  |  |  |  |  |  |  |  |  |  |  |  |  |
|  |                                     |  |  |  |  |  |  |  |  |  |  |  |  |  |  |  |
|  |                                     |  |  |  |  |  |  |  |  |  |  |  |  |  |  |  |
|  | 2. Yab Dasho Ugyen Dorji            |  |  |  |  |  |  |  |  |  |  |  |  |  |  |  |
|  |                                     |  |  |  |  |  |  |  |  |  |  |  |  |  |  |  |
|  |                                     |  |  |  |  |  |  |  |  |  |  |  |  |  |  |  |
|  | 20. Soenam Drubyel, IV Sersang Lama |  |  |  |  |  |  |  |  |  |  |  |  |  |  |  |
|  |                                     |  |  |  |  |  |  |  |  |  |  |  |  |  |  |  |
|  |                                     |  |  |  |  |  |  |  |  |  |  |  |  |  |  |  |
|  | 10. Gyeltshen Dorji, V Sersang Lama |  |  |  |  |  |  |  |  |  |  |  |  |  |  |  |
|  |                                     |  |  |  |  |  |  |  |  |  |  |  |  |  |  |  |
|  |                                     |  |  |  |  |  |  |  |  |  |  |  |  |  |  |  |
|  | 21. Sangay Droelma                  |  |  |  |  |  |  |  |  |  |  |  |  |  |  |  |
|  |                                     |  |  |  |  |  |  |  |  |  |  |  |  |  |  |  |
|  |                                     |  |  |  |  |  |  |  |  |  |  |  |  |  |  |  |
|  | 5. Dorji Om                         |  |  |  |  |  |  |  |  |  |  |  |  |  |  |  |
|  |                                     |  |  |  |  |  |  |  |  |  |  |  |  |  |  |  |
|  |                                     |  |  |  |  |  |  |  |  |  |  |  |  |  |  |  |
|  | 22. Yonten Phuntsho                 |  |  |  |  |  |  |  |  |  |  |  |  |  |  |  |
|  |                                     |  |  |  |  |  |  |  |  |  |  |  |  |  |  |  |
|  |                                     |  |  |  |  |  |  |  |  |  |  |  |  |  |  |  |
|  | 11. Abi Yum Yangchen Droelma        |  |  |  |  |  |  |  |  |  |  |  |  |  |  |  |
|  |                                     |  |  |  |  |  |  |  |  |  |  |  |  |  |  |  |
|  |                                     |  |  |  |  |  |  |  |  |  |  |  |  |  |  |  |
|  | 1. Tshering Pem                     |  |  |  |  |  |  |  |  |  |  |  |  |  |  |  |
|  |                                     |  |  |  |  |  |  |  |  |  |  |  |  |  |  |  |
|  |                                     |  |  |  |  |  |  |  |  |  |  |  |  |  |  |  |
|  | 6. Lopen Duba                       |  |  |  |  |  |  |  |  |  |  |  |  |  |  |  |
|  |                                     |  |  |  |  |  |  |  |  |  |  |  |  |  |  |  |
|  |                                     |  |  |  |  |  |  |  |  |  |  |  |  |  |  |  |
|  | 3. Yum Thuiji Zam                   |  |  |  |  |  |  |  |  |  |  |  |  |  |  |  |
|  |                                     |  |  |  |  |  |  |  |  |  |  |  |  |  |  |  |
|  |                                     |  |  |  |  |  |  |  |  |  |  |  |  |  |  |  |
|  | 7. Aum Ugay Dem                     |  |  |  |  |  |  |  |  |  |  |  |  |  |  |  |
|  |                                     |  |  |  |  |  |  |  |  |  |  |  |  |  |  |  |
|  |                                     |  |  |  |  |  |  |  |  |  |  |  |  |  |  |  |